# 1981-es Vuelta ciclista a España
Az 1981-es Vuelta ciclista a España volt a 36. spanyol körverseny. 1981. április 21-e és május 10-e között rendezték. A verseny össztávja 3446 km volt, és 19 szakaszból állt. Végső győztes az olasz Giovanni Battaglin lett.

## Végeredmény
|    | Versenyző               | Csapat         | Idő           |
| -- | ----------------------- | -------------- | ------------- |
| 1  | Giovanni Battaglin      | Inoxpran       | 98 óra 04' 49 |
| 2  | Pedro Munoz             | Zor-Helios     | 2' 09         |
| 3  | Vicente Belda           | Kelme-Gios     | 2' 29         |
| 4  | Jorgen Marcussen        | Inoxpran       | 3' 33         |
| 5  | Antonio Coll Pantanilla | Colchon C.R.   | 4' 26         |
| 6  | Angel Arroyo            | Zor-Helios     | 4' 30         |
| 7  | José-Luis Laguia        | Reynolds-Galli | 6' 05         |
| 8  | Faustino Rupérez        | Zor-Helios     | 7' 09         |
| 9  | Regis Clere             | Miko-Mercier   | 7' 23         |
| 10 | Miguel Maria Lasa       | Zor-Helios     |               |